# Рефлекс Моро
Рефлекс Моро — примітивний рефлекс, що формується в утробі матері та інтегрується (згасає) за п'ять перших місяців життя дитини.
Вперше описаний німецьким лікарем Ернстом Моро 1918 року.

### Використання в діагностиці патологій розвитку дітей
За проявом рефлексу Моро відстежують стан немовлят, зокрема:
1. Рефлексу нема одразу після народження — дитина отримала внутрішньочерепну травму.
2. Асиметричний прояв — геміпарез, акушерський парез, ДЦП, параліч Ерба[3].
3. Слабкий рефлекс — гіпертонус.
4. Низкий поріг та незгасання до 5 міс. — ДЦП.
5. Несвоєчасне та/або часткове згасання — Синдром дефіциту уваги та гіперактивності (СДУГ).
6. Надто різке здригання — судомна готовність.